# Forsbrook
Forsbrook är en civil parish i Storbritannien.   Den ligger i grevskapet Staffordshire och riksdelen England, i den södra delen av landet, 210 km nordväst om huvudstaden London. Antalet invånare är 5 008. Arean är 5,4 kvadratkilometer.
Terrängen i Forsbrook är platt.